# یوتا آکیموتو
یوتا آکیموتو (انگلیسی: Yota Akimoto؛ زادهٔ ۱۱ ژوئیهٔ ۱۹۸۷) فوتبالیست اهل ژاپن است که در پست دروازه‌بان بازی می‌کند.
از باشگاه‌هایی که در آن بازی کرده‌است می‌توان به یوکوهاما مارینوس و توکیو اشاره کرد.